# Michael Eberth (Dramaturg)
Michael Eberth (* 2. Februar 1943 in Lindau) ist ein deutscher Dramaturg und Autor. 

## Leben
Eberth studierte Theaterwissenschaft, Germanistik und Anglistik in München und am Drama Department der University of Bristol. Ab Januar 1968 war er Dramaturgieassistent von Ernst Wendt und Regieassistent am Bayerischen Staatsschauspiel (Residenztheater) in München und Regieassistent beim NDR in Hamburg. Ab Januar 1970 war er Dramaturg am Theater am Turm in Frankfurt und an den Bühnen der Stadt Köln. Von 1974 bis 1977 war er Lektor im Verlag der Autoren. Im Jahr 1975 leitete Eberth (zusammen mit Karlheinz Braun) das Theaterfestival Experimenta V. Von 1979 bis 1991 arbeitete er als Dramaturg am Schauspiel Frankfurt, an den Münchner Kammerspielen, bei den Salzburger Festspielen und am Burgtheater in Wien. Er war von 1991 bis 1996 Chefdramaturg am Deutschen Theater in Berlin. Im Jahr 1996 war er verantwortlich für die organisatorische Vorbereitung und konzeptionelle Gestaltung der Baracke des Deutschen Theaters unter der Leitung von Thomas Ostermeier. Von 1999 bis 2001 war er Chefdramaturg des Düsseldorfer Schauspielhauses und von 2001 bis 2005 des Deutschen Schauspielhauses in Hamburg. Er arbeitete u. a. mit den Regisseuren Andrea Breth, Achim Freyer, Julian Crouch/Phelim McDermott, Jürgen Gosch, Sebastian Hartmann, Alexander Lang, Thomas Langhoff, Cesare Lievi, Axel Manthey, Claus Peymann und Stefan Pucher.
Michael Eberth ist mit der österreichischen Schauspielerin Lena Stolze verheiratet. Sie wohnen in Berlin-Charlottenburg.

## Lehraufträge
Eberth hatte Lehraufträge und Gastprofessuren am Mozarteum in Salzburg, an der Universität Wien, an der Hochschule der Künste (Bühnenbildklasse Achim Freyer) und der Freien Universität in Berlin, am Institut für Schauspielregie und der Hochschule für Angewandte Künste in Hamburg und an der Hochschule für bildende Künste in Dresden (Bühnenbildklasse Barbara Ehnes). Workshops leitete er am Royal Court Theatre in London, am Traverse Theatre in Edinburgh und am Tron Theatre in Glasgow. 

## Publikationen (Auswahl)
- Wie Theater und Revolte (nicht) zusammengingen, in: Theater heute, Jahresheft 1974.
- Sean O’Casey, Das Freudenfeuer für den Bischof, Übersetzung, in: Spectaculum 37, Suhrkamp Verlag, Frankfurt 1983.
- Wahrnehmen, nicht glauben heißt die Devise, Über O’Casey’s Freudenfeuer für den Bischof, in: Spectaculum 37, s. o.
- Die Scheu vor dem Leeren, Über Lessings Emilia Galotti, in: Programmheft 5, Münchner Kammerspiele, Spielzeit 1983/84.
- Augen der Liebe, Plädoyer gegen die Konzept-, Macht- und Rechthaber des deutschen Theaters, in: Die Zeit Nr. 20, 11. Mai 1984.
- O’Casey und wir, Über O’Casey’s Der Pflug und die Sterne, in: Programmheft 2, Burgtheater Wien, Saison 1984/85.
- Vom Nutzen des Terrors, Über Mussets Lorenzaccio, in: Programmheft 1, Münchner Kammerspiele, Spielzeit 1985/86.
- Flucht aus der Liebe als Krankheit zum Tod, Über Schnitzlers Einsamen Weg, in: Programmheft Salzburger Festspiele, Juli 1987
- Aristophanes, Die Vögel, Übersetzung, in: Programmbuch 53, Burgtheater Wien, 15. Dezember 1989.
- Der Sprengmeister, Theatererzählung, in: Theater heute, März 1990.
- Howard Brenton, Berlin Bertie, Übersetzung, in: Theater heute, April 1993.
- Vom sprachlosen Richter, in: Frankfurter Rundschau, 5. April 1994 und Warum wir das Theater brauchen (Hrsg. Peter Iden), Suhrkamp Verlag 1995.
- Über die Schwierigkeit, Väter zu morden, in: Theater der Zeit, Juli/August 1994.
- Intendantensturz, Eine Erinnerung an den 6. Januar 71, in: Frankfurter Rundschau, 6. Januar 1996.
- Sam Shepard, Simpatico, Übersetzung, in: Theater Theater 1996, S. Fischer Verlag 1996.
- Das Wunder von Omsk, Eine Theaterreise nach Sibirien, in: Frankfurter Rundschau Magazin, 2. März 1996 und Theater der Zeit, Mai/Juni 1996.
- „Dramaturgen sind wandelnde Legitimationskrisen“, Über Gründe und Abgründe des Deutschen Theaters, in: Theater heute, Januar 1997.
- Das Grinsen der Dilettanten, in: Berliner Zeitung, 4. Februar 1997.
- Jenseits der Sprachwelt, Laudatio für Ulrich Zieger, in: Theater der Zeit, Mai/Juni 1997.
- Sean O’Casey, Purpurstaub, Übersetzung, in: Sean O’Casey, Stücke II, Suhrkamp Verlag 1999.
- Der obszöne Blick, Kulturpolitik am Scheideweg, in: Frankfurter Rundschau, 7. Mai 2003.
- irrwege, in: 40 Jahre Internationales Forum junger Bühnenangehöriger, Berliner Festspiele 2004.
- Das Theater der falschen Bewegung, in: Süddeutsche Zeitung, 23. Mai 2005.
- Kleistkrisen, in: Kleist oder Die Ordnung der Welt, Verlag Theater der Zeit, 2008.
- Gefallsucht bricht Leidenschaft, Über das Theater der Yasmina Reza, in: nachtkritik.de, 8. November 2008 und faust-kultur.de, September 2012.
- Da schreibt ein Mensch, Über den Schauspieler Alexander Granach und das Drama der Emigration, in: Der Tagesspiegel, 17. Januar 2009.
- Eine Sprache der Liebe, Über den Regisseur Jürgen Gosch, in: Der Tagesspiegel, 4. Februar 2009.
- Matthes, Band 1 der Reihe Backstage, Verlag Theater der Zeit, 2009.
- Ein Theater wie vor seiner Erfindung, in: schauspiel hannover 2000 – 2009, Hannover 2009.
- Finzi, Band 2 der Reihe Backstage, Verlag Theater der Zeit, 2009.
- Jürgen Gosch probt Die Möwe, Proben-Notate, in: Theater heute, Jahresheft 2009.
- Der Rabe im Blauwal, Improvisation über ein Thema aus Moritz Rinkes Die Blauwal im Kirschgarten, in: Moritz-Rinke-Arbeitsbuch (Hrsg. Kai Bremer), Frankfurt am Main 2010.
- Verschwörung der Heuchler, Das deutsche Stadttheater im Zeitalter seiner Beschleunigung, in: nachtkritik.de, 16. September 2010.
- Eidinger, Band 3 der Reihe Backstage, Verlag Theater der Zeit, 2011.
- Im Labyrinth des Übergangs, Zum Tod von Thomas Langhoff, in: Theater heute, April 2012.
- Die Unvergleichliche, Zum Tod von Susanne Lothar, in: nachtkritik.de, 27. Juli 2012.
- Ich, das Ebenbild Gottes, Goethes Faust und das erschöpfte Selbst, in: Programmheft Nr. 77, Schauspiel Frankfurt 2012.
- Das Frankfurter Experiment, Die Ära Palitzsch am Schauspiel Frankfurt, in: Ein Haus für das Theater, Henschel Verlag 2013.
- Ich bin Sisyphos auch hier, Gespräch mit Dimiter Gotscheff, Samuel Finzi und Wolfram Koch, in: Dunkel das uns blendet, Arbeitsbuch Theater der Zeit, 2013.
- Einheit. Berliner Theatertagebücher 1991–1996. Alexander Verlag, Berlin 2015, ISBN 978-3-89581-374-0.

| Personendaten    | Personendaten                 |
| ---------------- | ----------------------------- |
| NAME             | Eberth, Michael               |
| KURZBESCHREIBUNG | deutscher Dramaturg und Autor |
| GEBURTSDATUM     | 2. Februar 1943               |
| GEBURTSORT       | Lindau                        |